# Élections législatives de 1978 dans la Sarthe
Les élections législatives françaises de 1978 se déroulent les 12 et 19 mars 1978. Dans le département de la Sarthe, cinq députés sont à élire dans le cadre de cinq circonscriptions.

## Élus
| Circonscription | Député sortant    | Parti  | Parti  | Député élu ou réélu | Parti | Parti    |
| --------------- | ----------------- | ------ | ------ | ------------------- | ----- | -------- |
| 1re             | Gérard Chasseguet |        | RPR    | Gérard Chasseguet   |       | RPR      |
| 2e              | Vacant            | Vacant | Vacant | Daniel Boulay       |       | PCF      |
| 3e              | Raymond Dronne    |        | CDS    | Bertrand de Maigret |       | UDF (PR) |
| 4e              | Joël Le Theule    |        | RPR    | Joël Le Theule      |       | RPR      |
| 5e              | Vacant            | Vacant | Vacant | Pierre Gascher      |       | RPR      |

## Résultats

### Résultats à l'échelle du département
| Parti          | Parti                                       | Premier tour | Premier tour | Second tour | Second tour | Sièges |
| Parti          | Parti                                       | Voix         | %            | Voix        | %           | Sièges |
| -------------- | ------------------------------------------- | ------------ | ------------ | ----------- | ----------- | ------ |
|                | Rassemblement pour la République            | 91 926       | 33,35        | 57 865      | 34,62       | 3      |
|                | Union pour la démocratie française          | 44 544       | 16,16        | 27 716      | 16,58       | 1      |
|                | Divers droite                               | 3 606        | 1,31         |             |             | 0      |
|                | Centre national des indépendants et paysans | 2 022        | 0,73         | 0           |             |        |
|                | Majorité présidentielle                     | 142 098      | 51,56        | 85 581      | 51,20       | 4      |
|                |                                             |              |              |             |             |        |
|                | Parti socialiste                            | 60 525       | 21,96        | 44 909      | 26,87       | 0      |
|                | Parti communiste français                   | 57 420       | 20,83        | 36 669      | 21,94       | 1      |
|                | Union de la gauche                          | 117 945      | 42,79        | 81 578      | 48,80       | 1      |
|                |                                             |              |              |             |             |        |
|                | Extrême gauche                              | 7 938        | 2,88         |             |             | 0      |
|                | Parti socialiste unifié                     | 2 774        | 1,01         | 0           |             |        |
|                | Gaullistes d'opposition                     | 1 992        | 0,72         | 0           |             |        |
|                | Divers gauche                               | 1 986        | 0,72         | 0           |             |        |
|                | Extrême droite                              | 880          | 0,32         | 0           |             |        |
|                |                                             |              |              |             |             |        |
| Inscrits       | Inscrits                                    | 332 365      | 100,00       | 197 243     | 100,00      | 5      |
| Abstentions    | Abstentions                                 | 49 491       | 14,89        | 25 835      | 13,1        |        |
| Votants        | Votants                                     | 282 874      | 85,11        | 171 408     | 86,9        |        |
| Blancs et nuls | Blancs et nuls                              | 7 261        | 2,57         | 4 249       | 2,48        |        |
| Exprimés       | Exprimés                                    | 275 613      | 97,43        | 167 159     | 97,52       |        |

### Résultats par circonscription

#### Première circonscription (Le Mans - Fresnay-sur-Sarthe)
|                       | Gérard Chasseguet sortant réélu | RPR            | 28 470 | 54,08  |  |  |  |
|                       | Jean-Claude Boulard             | PS             | 13 964 | 26,52  |  |  |  |
|                       | Claude Jullemier                | PCF            | 7 775  | 14,77  |  |  |  |
|                       | Lucien Letertre                 | PSU (FA)       | 997    | 1,89   |  |  |  |
|                       | Jean-Jacques Benitou            | LO             | 866    | 1,64   |  |  |  |
|                       | Bernard Lebrun                  | LCR            | 574    | 1,09   |  |  |  |
|                       | Maurice Beaulaton               | PSD            | 1      | 0      |  |  |  |
|                       |                                 |                |        |        |  |  |  |
| Inscrits              | Inscrits                        | Inscrits       | 63 676 | 100,00 |  |  |  |
| Abstentions           | Abstentions                     | Abstentions    | 9 673  | 15,19  |  |  |  |
| Votants               | Votants                         | Votants        | 54 003 | 84,81  |  |  |  |
| Blancs et nuls        | Blancs et nuls                  | Blancs et nuls | 1 356  | 2,51   |  |  |  |
| Exprimés              | Exprimés                        | Exprimés       | 52 647 | 97,49  |  |  |  |
| Source : Data.gouv.fr |                                 |                |        |        |  |  |  |

#### Deuxième circonscription (Le Mans - Saint-Calais)
| Candidat              | Candidat          | Parti          | Premier tour | Premier tour | Second tour | Second tour |  |
| Candidat              | Candidat          | Parti          | Voix         | %            | Voix        | %           |  |
| --------------------- | ----------------- | -------------- | ------------ | ------------ | ----------- | ----------- |  |
|                       | Daniel Boulay élu | PCF            | 20 426       | 30,36        | 36 669      | 53,39       |  |
|                       | Jean-Paul Parisot | RPR            | 17 551       | 26,09        | 32 006      | 46,61       |  |
|                       | Raymond Douyère   | PS             | 15 046       | 22,37        | Retrait     | Retrait     |  |
|                       | Bertrand Louvel   | UDF (CDS)      | 8 955        | 13,31        |             |             |  |
|                       | Gérard Hamelin    | CNIP           | 2 022        | 3,01         |             |             |  |
|                       | Annick Pergue     | LO             | 977          | 1,45         |             |             |  |
|                       | Paul Guilmet      | FRP            | 938          | 1,39         |             |             |  |
|                       | Rémi Clavreul     | PSU (FA)       | 770          | 1,14         |             |             |  |
|                       | Arlette Lemale    | LCR            | 589          | 0,88         |             |             |  |
|                       |                   |                |              |              |             |             |  |
| Inscrits              | Inscrits          | Inscrits       | 81 155       | 100,00       | 81 118      | 100,00      |  |
| Abstentions           | Abstentions       | Abstentions    | 12 050       | 14,85        | 10 406      | 12,83       |  |
| Votants               | Votants           | Votants        | 69 105       | 85,15        | 70 712      | 87,17       |  |
| Blancs et nuls        | Blancs et nuls    | Blancs et nuls | 1 831        | 2,65         | 2 037       | 2,88        |  |
| Exprimés              | Exprimés          | Exprimés       | 67 274       | 97,35        | 68 675      | 97,12       |  |
| Source : Data.gouv.fr |                   |                |              |              |             |             |  |

#### Troisième circonscription (La Flèche)
| Candidat              | Candidat                | Parti          | Premier tour | Premier tour | Second tour | Second tour |  |
| Candidat              | Candidat                | Parti          | Voix         | %            | Voix        | %           |  |
| --------------------- | ----------------------- | -------------- | ------------ | ------------ | ----------- | ----------- |  |
|                       | Bertrand de Maigret élu | UDF (PR)       | 24 098       | 46,4         | 27 716      | 51,19       |  |
|                       | Albert Fouet            | PS             | 12 896       | 24,83        | 26 427      | 48,81       |  |
|                       | Vincent Martin          | PCF            | 9 050        | 17,42        | Retrait     | Retrait     |  |
|                       | Louis-Jean Virlogeux    | PSD            | 3 605        | 6,94         |             |             |  |
|                       | Guy Bélier              | LO             | 1 973        | 3,8          |             |             |  |
|                       | François Bernada        | FN             | 316          | 0,61         |             |             |  |
|                       |                         |                |              |              |             |             |  |
| Inscrits              | Inscrits                | Inscrits       | 63 417       | 100,00       | 63 363      | 100,00      |  |
| Abstentions           | Abstentions             | Abstentions    | 9 968        | 15,72        | 7 990       | 12,61       |  |
| Votants               | Votants                 | Votants        | 53 449       | 84,28        | 55 373      | 87,39       |  |
| Blancs et nuls        | Blancs et nuls          | Blancs et nuls | 1 511        | 2,83         | 1 230       | 2,22        |  |
| Exprimés              | Exprimés                | Exprimés       | 51 938       | 97,17        | 54 143      | 97,78       |  |
| Source : Data.gouv.fr |                         |                |              |              |             |             |  |

#### Quatrième circonscription (Le Mans - Sablé-sur-Sarthe)
|                       | Joël Le Theule sortant réélu | RPR            | 33 243 | 55,38  |  |  |  |
|                       | Yvon Luby                    | PCF            | 12 908 | 21,5   |  |  |  |
|                       | Jacques Jusforgues           | PS             | 11 096 | 18,49  |  |  |  |
|                       | Pascale Voyeux               | LO             | 1 044  | 1,74   |  |  |  |
|                       | Jean Davette                 | PSU (FA)       | 1 007  | 1,68   |  |  |  |
|                       | Gérard Kerforn               | LCR            | 727    | 1,21   |  |  |  |
|                       |                              |                |        |        |  |  |  |
| Inscrits              | Inscrits                     | Inscrits       | 71 323 | 100,00 |  |  |  |
| Abstentions           | Abstentions                  | Abstentions    | 10 121 | 14,19  |  |  |  |
| Votants               | Votants                      | Votants        | 61 202 | 85,81  |  |  |  |
| Blancs et nuls        | Blancs et nuls               | Blancs et nuls | 1 177  | 1,92   |  |  |  |
| Exprimés              | Exprimés                     | Exprimés       | 60 025 | 98,08  |  |  |  |
| Source : Data.gouv.fr |                              |                |        |        |  |  |  |

#### Cinquième circonscription (Mamers)
| Candidat              | Candidat           | Parti          | Premier tour | Premier tour | Second tour | Second tour |  |
| Candidat              | Candidat           | Parti          | Voix         | %            | Voix        | %           |  |
| --------------------- | ------------------ | -------------- | ------------ | ------------ | ----------- | ----------- |  |
|                       | Pierre Gascher élu | RPR            | 12 662       | 28,96        | 25 859      | 58,32       |  |
|                       | Pierre Lardeyret   | UDF (PR)       | 11 491       | 26,28        | Retrait     | Retrait     |  |
|                       | André Chopart      | PS             | 7 523        | 17,2         | 18 482      | 41,68       |  |
|                       | Roger Massé        | PCF            | 7 261        | 16,6         | Retrait     | Retrait     |  |
|                       | Pierre Hervé       | Divers gauche  | 1 986        | 4,54         |             |             |  |
|                       | Philippe Bua       | LO             | 1 188        | 2,72         |             |             |  |
|                       | Yves Populaire     | MDD            | 1 054        | 2,41         |             |             |  |
|                       | Jocelyne Dannay    | Extrême droite | 564          | 1,29         |             |             |  |
|                       |                    |                |              |              |             |             |  |
| Inscrits              | Inscrits           | Inscrits       | 52 794       | 100,00       | 52 762      | 100,00      |  |
| Abstentions           | Abstentions        | Abstentions    | 7 679        | 14,55        | 7 439       | 14,1        |  |
| Votants               | Votants            | Votants        | 45 115       | 85,45        | 45 323      | 85,9        |  |
| Blancs et nuls        | Blancs et nuls     | Blancs et nuls | 1 386        | 3,07         | 982         | 2,17        |  |
| Exprimés              | Exprimés           | Exprimés       | 43 729       | 96,93        | 44 341      | 97,83       |  |
| Source : Data.gouv.fr |                    |                |              |              |             |             |  |